# ベニノキ
ベニノキ（紅の木; 学名: Bixa orellana）は、ベニノキ科に属する熱帯アメリカ原産の常緑低木で、種子から食用色素アナトーをとるため熱帯各地で栽培される。
果実は毛の生えた赤い蒴果で、多数の種子を含む。種子の周囲の仮種皮は赤橙色で、これからアナトーを抽出する。またラテンアメリカ、フィリピンなどでは高価なサフランの代用品として、種子をそのまま香辛料・着色料として用いる。メソアメリカ地域のマヤ系先住民族の代表的な料理である「カルド」と呼ばれるスープも、アナトーの種子をすり潰したもので赤く着色される。アマゾン川流域などの原住民が古くから化粧・ボディペインティングに利用した。現在は食用色素（食品添加物）や口紅に利用される。また葉や種子を民間薬として用いたり、ロープ用繊維をとったりする。
リンネの『植物の種』(1753年) で記載された植物の一つである。

## ギャラリー

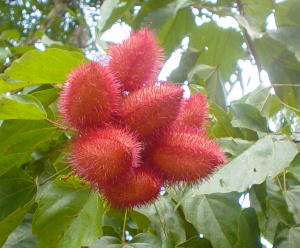
果実
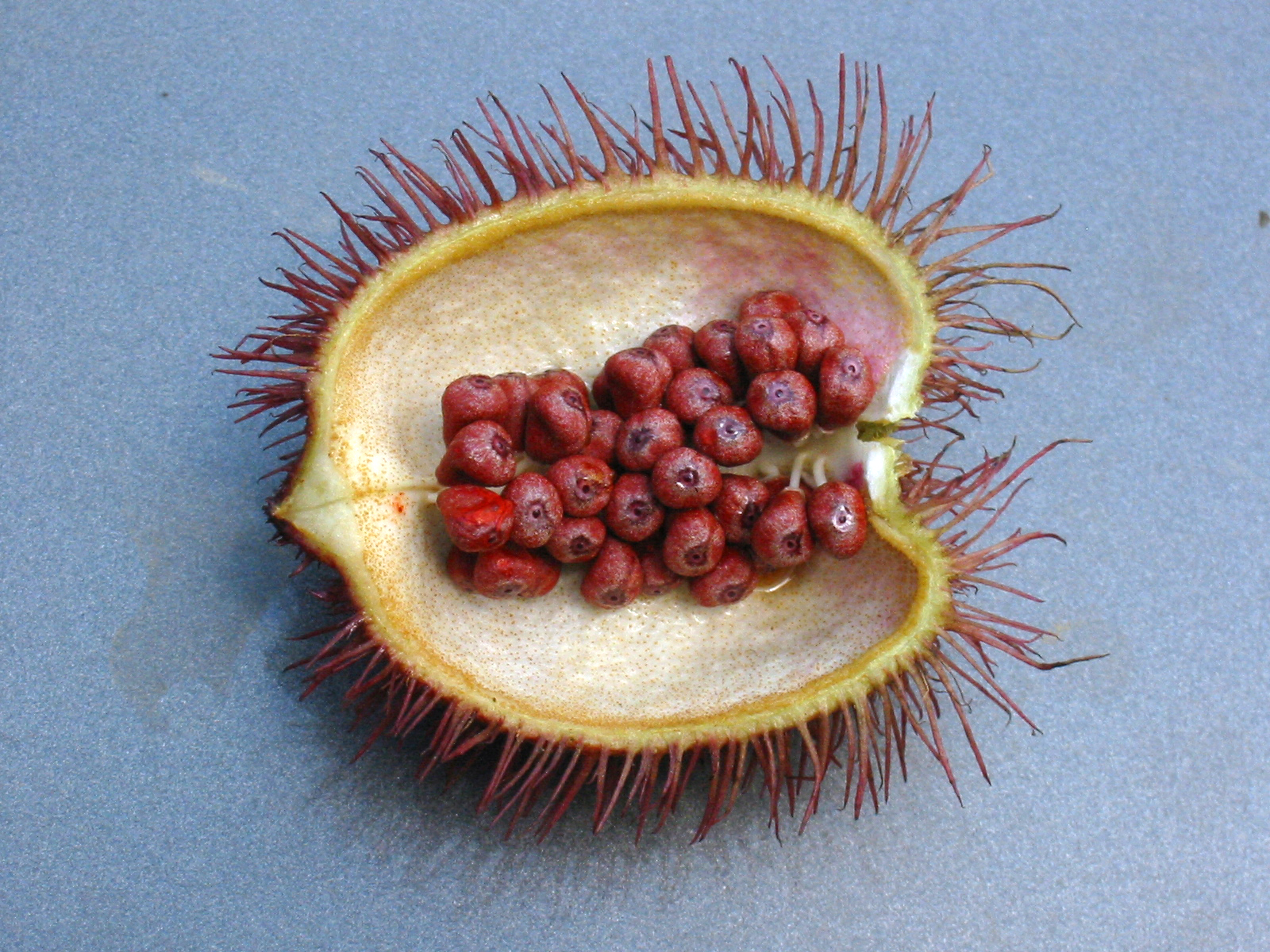
種子
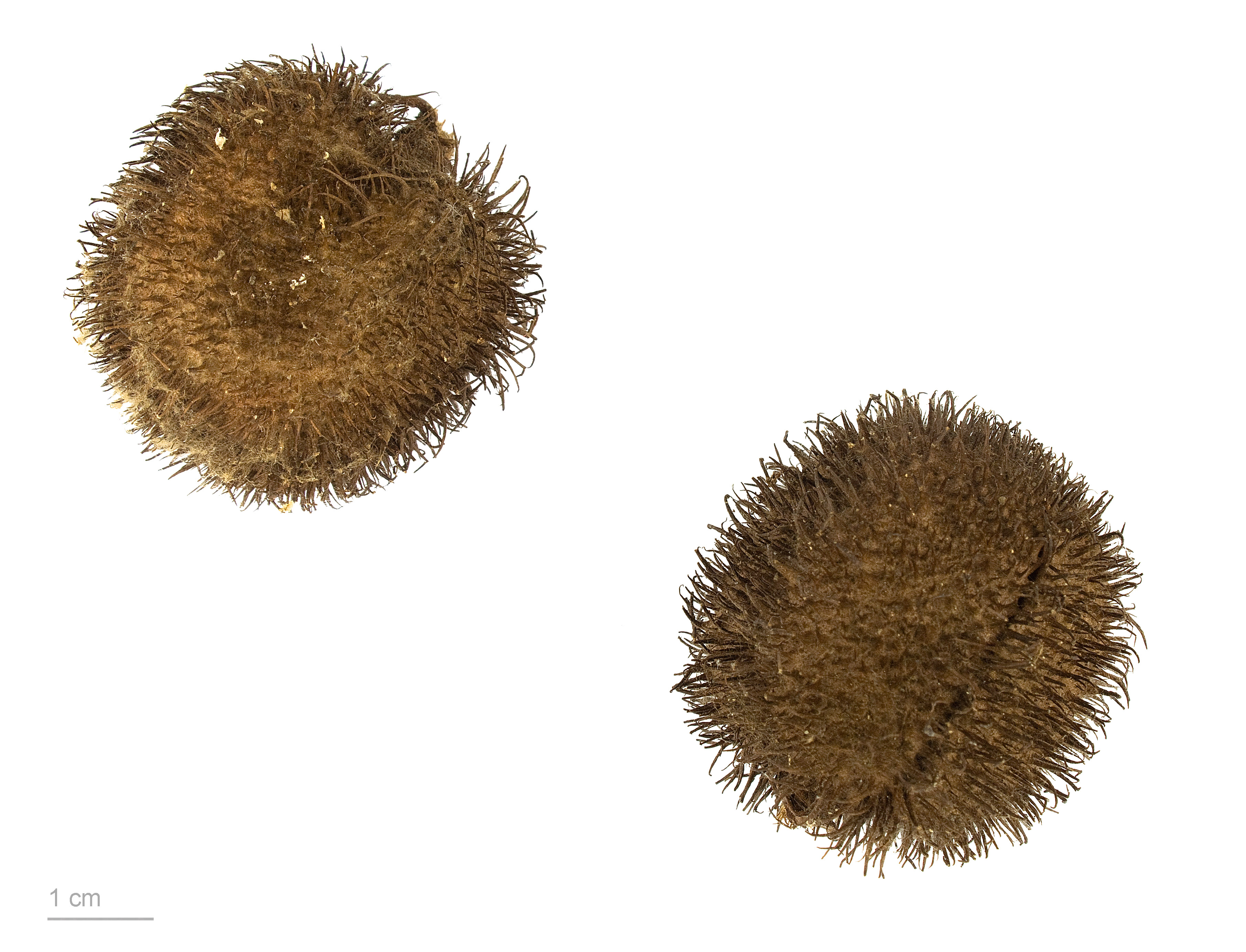
Bixa orellana - Museum specimen